# Puntate di Melevisione (diciassettesima stagione)
La diciassettesima e ultima stagione di Melevisione viene trasmessa dal 20 dicembre 2014 al 2 maggio 2015 ogni sabato e domenica mattina con un doppio episodio su Rai Yoyo ed è composta da 70 episodi.

## Cast
| Personaggio         | Interprete               |
| ------------------- | ------------------------ |
| Milo Cotogno        | Lorenzo Branchetti       |
| Fata Lina           | Paola D'Arienzo          |
| Regina Odessa       | Carlotta Jossetti        |
| Re Giglio           | Enrico Dusio             |
| Lupo Lucio          | Guido Ruffa              |
| Balia Bea           | Licia Navarrini          |
| Strega Varana       | Zahira Berrezouga        |
| Vermio Malgozzo     | Riccardo Forte           |
| Radio Gufo          | Riccardo Forte           |
| Orco Manno          | Diego Casalis            |
| Orchessa Orchidea   | Barbara Abbondanza       |
| Cuoco Danilo        | Danilo Bertazzi          |
| Gnomo Martino       | Armando Pizzuti          |
| Gatta Sibilla       | Ilaria Fratoni           |
| Leo degli Elfi      | Luca Avallone            |
| Principessa Belinda | Maria Valentina Principi |

## Episodi
Gli episodi evidenziati in grigio appartengono alla rubrica Le ricette di Melevisione.
| N. episodio | Titolo                                               | Prima TV ITA     | Personaggi presenti                                | Canzone                                |
| ----------- | ---------------------------------------------------- | ---------------- | -------------------------------------------------- | -------------------------------------- |
| 1           | Il Natale dei bambini cattivi                        | 20 dicembre 2014 | Milo, Regina Odessa e Strega Varana                | "È Natale"                             |
| 2           | Dolci desideri                                       | 20 dicembre 2014 | Lupo Lucio, Fata Lina e Re Giglio                  | "È Natale"                             |
| 3           | Vermio Natale                                        | 21 dicembre 2014 | Milo, Vermio e Orchidea                            | "È Natale"                             |
| 4           | Le ricette di Melevisione: Tramezzini sotto l'albero | 21 dicembre 2014 | Cuoco Danilo e Principessa Belinda                 | "È Natale"                             |
| 5           | I baffi della strega                                 | 27 dicembre 2014 | Balia Bea, Strega Varana e Principe Leo degli Elfi | "Ce l'hanno con me" (2011)             |
| 6           | Il talento della regina                              | 27 dicembre 2014 | Milo, Regina Odessa e Orco Manno                   | "L'amore è" (2013)                     |
| 7           | La pulce Gelsomina                                   | 28 dicembre 2014 | Milo, Lupo Lucio e Gatta Sibilla                   | "I giochi dei bambini" (2009)          |
| 8           | La promessa della strega                             | 28 dicembre 2014 | Milo, Fata Lina, Strega Varana                     | "Io sono la Strega" (2013)             |
| 9           | L'uccellino arcobaleno                               | 3 gennaio 2015   | Balia Bea, Lupo Lucio e Re Giglio                  | "Se cantano gli uccelli" (2012)        |
| 10          | La Cometa Belinda                                    | 3 gennaio 2015   | Milo, Vermio e Principessa Belinda                 | "La Via Lattea" (2012)                 |
| 11          | Le due befane                                        | 4 gennaio 2015   | Fata Lina, Re Giglio e Strega Varana               | "Non si scherza con la magia" (2010)   |
| 12          | Le ricette di Melevisione: Principessa cose buone    | 4 gennaio 2015   | Cuoco Danilo e Principessa Belinda                 |                                        |
| 13          | L'Orchicella                                         | 10 gennaio 2015  | Milo, Orchidea e Gnomo Martino                     | "La pallinite" (2011)                  |
| 14          | Un fantasma per il Re                                | 10 gennaio 2015  | Re Giglio, Balia Bea e Vermio                      | "Un mantello per sparire" (2013)       |
| 15          | Il bello addormentato                                | 11 gennaio 2015  | Milo, Strega Varana e Principe Leo degli Elfi      | "La canzone dei talenti" (2012)        |
| 16          | La tovaglia magica di Fata Erbinia                   | 11 gennaio 2015  | Lupo Lucio, Fata Lina e Cuoco Danilo               | "Chi si deve vergognare" (2013)        |
| 17          | Il pappaorchi                                        | 17 gennaio 2015  | Milo, Lupo Lucio e Orco Manno                      | "È l'Orco è l'Orco" (2010)             |
| 18          | La strega di penna                                   | 17 gennaio 2015  | Strega Varana, Gnomo Martino e Gatta Sibilla       | "E scrivimi perché" (2010)             |
| 19          | La Strega Cenerentola                                | 18 gennaio 2015  | Milo, Strega Varana e Gnomo Martino                | "Sciupafiabe!" (2012)                  |
| 20          | Le ricette di Melevisione: Le polpette pasticcino    | 18 gennaio 2015  | Cuoco Danilo e Orchidea                            |                                        |
| 21          | Nuvole a merenda                                     | 31 gennaio 2015  | Milo, Regina Odessa e Orco Manno                   | "Nuvole" (2013)                        |
| 22          | La magica sfera del futuro                           | 31 gennaio 2015  | Re Giglio, Strega Varana e Vermio                  | "Le gocce sono perle" (2012)           |
| 23          | I doni dell'arcobaleno                               | 1º febbraio 2015 | Fata Lina, Vermio e Gnomo Martino                  | "Arcobaleno" (2012)                    |
| 24          | Le ricette di Melevisione: Chicchi di bumbo          | 1º febbraio 2015 | Cuoco Danilo e Orco Manno                          |                                        |
| 25          | La principessa delle nevi                            | 7 febbraio 2015  | Milo, Lupo Lucio e Principessa Belinda             | "Neve sarà" (2012)                     |
| 26          | Un giorno speciale                                   | 7 febbraio 2015  | Milo, Orchidea e Gnomo Martino                     | "La canzone dei talenti" (2012)        |
| 27          | Strillo e Sibilla                                    | 8 febbraio 2015  | Regina Odessa, Strega Varana e Gatta Sibilla       | "Il drago guardiano" (2012)            |
| 28          | Le ricette di Melevisione: Caramelle per la Balia    | 8 febbraio 2015  | Cuoco Danilo e Balia Bea                           |                                        |
| 29          | Ladro di musica                                      | 14 febbraio 2015 | Regina Odessa, Fata Lina e Vermio                  | "Il ballo del Melastico" (2007)        |
| 30          | Cuccioli, bambini e bumbi                            | 14 febbraio 2015 | Balia Bea, Orco Manno e Gatta Sibilla              | "Quando sei piccolo" (2013)            |
| 31          | Un antro per due                                     | 15 febbraio 2015 | Milo, Regina Odessa e Strega Varana                | "Io sono la Strega" (2013)             |
| 32          | L'osso perduto                                       | 15 febbraio 2015 | Re Giglio, Orco Manno e Principessa Belinda        | "La storia oggi sei tu" (2013)         |
| 33          | L'orco folletto                                      | 28 febbraio 2015 | Milo, Orco Manno e Orchidea                        | "È l'Orco è l'Orco" (2010)             |
| 34          | La pace di Mirabà                                    | 28 febbraio 2015 | Balia Bea, Vermio e Principe Leo degli Elfi        | "La guerra dei Giganti" (2014)         |
| 35          | Il pacco misterioso                                  | 1º marzo 2015    | Fata Lina, Gnomo Martino e Gatta Sibilla           | "E scrivimi perché" (2010)             |
| 36          | Anche gli orchi mangiano fagioli                     | 1º marzo 2015    | Fata Lina, Balia Bea e Orchidea                    | "Piante di fiaba" (2010)               |
| 37          | Sua regalità Vermio                                  | 7 marzo 2015     | Fata Lina, Vermio e Gnomo Martino                  | "Ora sei un Re" (2012)                 |
| 38          | Neve magica                                          | 7 marzo 2015     | Milo, Orchidea e Principe Leo degli Elfi           | "Neve sarà" (2012)                     |
| 39          | Un infermiere per la Strega                          | 8 marzo 2015     | Lupo Lucio, Re Giglio e Strega Varana              | "La pallinite" (2011)                  |
| 40          | Le ricette di Melevisione: La pappa del Troll        | 8 marzo 2015     | Cuoco Danilo e Gatta Sibilla                       |                                        |
| 41          | Un principe sportivo                                 | 14 marzo 2015    | Milo, Orchidea e Principe Leo degli Elfi           | "Inno del Regno del Fantabosco" (2012) |
| 42          | Il drago Crick Crack                                 | 14 marzo 2015    | Vermio, Gnomo Martino e Gatta Sibilla              | "Canzone dei malvagi" (2010)           |
| 43          | Il cuoco e l'imperatore                              | 15 marzo 2015    | Balia Bea, Orchidea e Cuoco Danilo                 | "Di fiaba in fiaba" (2011)             |
| 44          | Pioggia di Strega                                    | 15 marzo 2015    | Milo, Regina Odessa e Strega Varana                | "Le pozzanghere" (2011)                |
| 45          | Una fame da lupo                                     | 21 marzo 2015    | Milo, Lupo Lucio e Orchidea                        | "I muscoli degli Orcoli" (2007)        |
| 46          | La Stregolizia                                       | 21 marzo 2015    | Milo, Lupo Lucio e Strega Varana                   | "Strega comanda colore" (2010)         |
| 47          | Il Lupo-Foglia                                       | 22 marzo 2015    | Milo, Lupo Lucio e Re Giglio                       | "Piante di fiaba" (2012)               |
| 48          | Le ricette di Melevisione: Un dolce da streghe       | 22 marzo 2015    | Cuoco Danilo e Regina Odessa                       |                                        |
| 49          | La mela madrina                                      | 28 marzo 2015    | Regina Odessa, Re Giglio e Strega Varana           | "Una mela al giorno" (2010)            |
| 50          | I giocattoli felici                                  | 28 marzo 2015    | Milo, Vermio e Gatta Sibilla                       | "Con la carta si può!"(2014)           |
| 51          | Gatto lilleri per il Lupo                            | 29 marzo 2015    | Lupo Lucio, Balia Bea e Gatta Sibilla              | "Mondo rotondo rotola" (2010)          |
| 52          | L'abito fatato                                       | 29 marzo 2015    | Fata Lina, Re Giglio e Strega Varana               | "Canzone risata" (2011)                |
| 53          | Il ballo dell'amicizia                               | 4 aprile 2015    | Milo, Re Giglio e Strega Varana                    | "Il ballo del pipistrello" (2012)      |
| 54          | Il potere speciale                                   | 4 aprile 2015    | Milo, Lupo Lucio e Principessa Belinda             | "Scricchiola paura" (2010)             |
| 55          | La Regina con l'orecchino di pigna                   | 5 aprile 2015    | Milo, Regina Odessa e Vermio                       | "La canzone dei talenti" (2012)        |
| 56          | Le ricette di Melevisione: Che pizza, Orco Manno!    | 5 aprile 2015    | Cuoco Danilo e Orco Manno                          |                                        |
| 57          | Il richiamo della foresta                            | 11 aprile 2015   | Lupo Lucio, Fata Lina e Balia Bea                  | "Un piccolo gesto" (2012)              |
| 58          | Lo stregatto                                         | 11 aprile 2015   | Milo, Strega Varana e Gatta Sibilla                | "Canzone solitaria" (2007)             |
| 59          | Che fortuna, Lupo Lucio!                             | 12 aprile 2015   | Milo, Lupo Lucio e Regina Odessa                   | "Segui il Lupo" (2005)                 |
| 60          | Pelliccia di Lupo                                    | 12 aprile 2015   | Lupo Lucio, Re Giglio e Strega Varana              | "Ce l'hanno con me" (2011)             |
| 61          | Il gioco è gioco                                     | 18 aprile 2015   | Regina Odessa, Strega Varana e Gnomo Martino       | "Inno del Regno del Fantabosco" (2012) |
| 62          | Una bambola da Orchi                                 | 18 aprile 2015   | Milo, Regina Odessa e Orco Manno                   | "Canzone del riciclaggio" (2005)       |
| 63          | Il tacchino danzante                                 | 19 aprile 2015   | Lupo Lucio, Balia Bea e Gatta Sibilla              | "Il ballo del Melastico" (2007)        |
| 64          | Le ricette di Melevisione: A cena con la Principessa | 19 aprile 2015   | Cuoco Danilo e Leo degli Elfi                      |                                        |
| 65          | Le cartalillere                                      | 25 aprile 2015   | Milo, Regina Odessa e Vermio                       | "Chi si deve vergognare" (2013)        |
| 66          | Sogni da Orco                                        | 25 aprile 2015   | Milo, Orco Manno e Gatta Sibilla                   | "I muscoli degli Orcoli" (2007)        |
| 67          | Giganti in festa                                     | 26 aprile 2015   | Lupo Lucio, Fata Lina e Gnomo Martino              | "La guerra dei Giganti" (2014)         |
| 68          | Il guardiano di ragni                                | 26 aprile 2015   | Milo, Lupo Lucio e Strega Varana                   | "Scricchiola paura" (2010)             |
| 69          | Una Balia per il Lupo                                | 2 maggio 2015    | Milo, Lupo Lucio e Balia Bea                       | "Di fiaba in fiaba" (2011)             |
| 70          | Le ricette di Melevisione: Il compleanno di Strillo  | 2 maggio 2015    | Cuoco Danilo e Strega Varana                       |                                        |